# Paratyfové salmonely drůbeže
Salmonely tvoří samostatný rod Salmonella v čeledi Enterobacteriaceae, který zahrnuje fenotypicky i genotypicky příbuzné bakterie. Rod Salmonella obsahuje jediný druh – Salmonella enterica, tvořený sedmi biochemicky odlišnými poddruhy:
- Salmonella enterica subs. enterica,
- Salmonella enterica subs. salame,
- Salmonella enterica subs. arizonae,
- Salmonella enterica subs. diarizonae,
- Salmonella enterica subs. houtenae,
- Salmonella enterica subs. indica,
- Salmonella enterica subs. bongori

V rámci druhu Salmonella enterica existuje dnes více než 2500 sérotypů, z nichž více než polovina patří k poddruhu Salmonella enterica subs. enterica. Pohyblivé a na hostitele neadaptované sérotypy z tohoto poddruhu jsou označovány jako paratyfové (PT) salmonely. Velký zdravotní význam je v současné době připisován bakteriím Salmonella enterica subs. enterica sér. Typhimurium a Salmonella enterica subs. enterica sér. Enteritidis (zkráceně Salmonella typhimurium a Salmonella enteritidis). Jejich rezervoárem v přírodě a zdrojem infekce pro člověka je drůbež. Jsou označovány jako invazivní sérovary salmonel a onemocnění drůbeže jimi způsobované je považováno za nebezpečnou nákazu (zákon o veterinární péči č. 166/1999 Sb.)

## Morfologie a kultivace
Salmonely jsou fakultativně anaerobní rovné G- tyčky velikosti 0,7-1,5 x 2,0-5,0 µm. Starší kultury mohou vytvářet pleomorfní formy nebo kokobakterie. Paratyfové salmonely jsou pohyblivé s peritrichním uspořádáním bičíků; v přírodě se ale mohou občas vyskytovat i nepohyblivé mutanty.
Rostou na běžných kultivačních půdách i syntetických médiích při teplotách 5-45 °C (optimum 37 °C) a pH 4,0-9,0 (optimum kolem 7,0) ve formě hladkých, okrouhlých a mírně vypouklých kolonií o průměrné velikosti 2-4 mm. Pro jejich odlišení od ostatních enterobakterií se používají diferenciační a selektivní média s obsahem laktózy, indikátoru pH a inhibitoru doprovodné mikroflóry.

## Biochemické vlastnosti
Biochemicky jsou salmonely velmi aktivní. Typické PT salmonely zkvašují glukózu (většinou za tvorby plynu), mannitol, sorbitol, maltózu, dulcitol aj. Sacharóza, salicin, inozitol a laktóza (s výjimkou některých kmenů Salmonella arizonae) nejsou fermentovány. Atypické vlastnosti fermentace cukrů jsou kódovány metabolickými plasmidy. Dalšími typickými vlastnostmi jsou tvorba sirovodíku, dekarboxylace lyzínu a ornitinu, redukce nitrátů. Neprodukují indol, nehydrolyzují močovinu a nedesaminují fenylalanin. Pro diagnostické účely byla vypracována řada biochemických testů (souprav) komerčně dostupných.

## Antigenní struktura
Za antigenní specifitu buněčné stěny je odpovědná polysacharidová složka protein-lipopolysacharidového endotoxinového komplexu. Zkříženými absorpčními studiemi bylo určeno velké množství tzv. O antigenních faktorů (somatických O-antigenů), které jsou využívány k sérologické typizaci salmonel. Z antigenních komplexů je jeden nebo více faktorů hlavních, charakterizujících sérologickou skupinu. V rámci sérologických skupin se dále rozlišují jednotlivé sérotypy podle bičíkového (flagelárního) H-antigenu. Přítomnost bičíků je kontrolována více geny, proto u salmonel dochází ke střídání více fází tohoto antigenu (specifická fáze 1 a nespecifická fáze 2). Na základě přítomnosti somatických a bičíkových antigenů je založeno Kauffmann-Whiteovo diagnostické schéma. Většina izolátů salmonel u drůbeže patří do séroskupin B, C nebo D.

## Odolnost v prostředí
Salmonely jsou schopné dlouhodobě přežívat ve vnějším prostředí. Jejich multiplikace je limitována vhodnou vlhkostí, teplotou, pH a přítomností živin v prostředí. Rostou v rozmezí teplot 8-44,5 °C, za experimentálních podmínek i při dlouhodobém skladování v 5 °C. V podestýlce i krmivu byly salmonely prokázány po 16-18 měsících skladování při teplotě 25 °C. Použitá podestýlka má určitý inhibiční vliv na růst salmonel v důsledku vyššího pH způsobeného přítomností čpavku.
| Séroskupina | Sérotyp        | O-antigen  | H-antigen  |
| ----------- | -------------- | ---------- | ---------- |
| B           | S. typhimurium | 1,4,(5),12 | i;1,2      |
| D1          | S. enteritidis | 1,9,12     | g,m; (1,7) |
| E1          | S. anatum      | 3,10       | e,h; 1,6   |
|             | S. meleagridis | 3,10       | e,h; 1,w   |
| O51         | S. arizonae    | 51         | z4,z23     |

Většina salmonel je vnímavých na teplotu, s výjimkou několika termorezistentních kmenů (např. S. senftenberg 775W přežívá v drůbežím mase při 65-75 °C po dobu 8-15 minut). Vyšší teploty (nad 70-80 °C) je rychle ničí.
Gama záření je považováno za vhodný způsob eliminace salmonel z drůbežího masa, vaječných produktů a krmiva, přičemž kombinace vyšší teploty a ozařován je účinnější. Letální pro salmonely jsou také UV záření a ošetření ultrazvukem.
Dezinfekční prostředky v doporučovaných koncentracích celkem spolehlivě salmonely inaktivují. Používá se louh draselný nebo sodný ve 4% koncentraci, 6% chloramin B, chlorové vápno s 3 % aktivního chloru, 2% formaldehyd, dále peroxid vodíku, kyselina mléčná, octová a další. Výsledky s používáním organických kyselin k dekontaminaci krmných směsí jsou rozdílné. Smyser a Snoeyenbos (1979) testovali 12 látek včetně organických kyselin a za účinný považují pouze formaldehyd.

## Adherence, invazivnost a nitrobuněčné přežívání
Salmonely jsou považovány za podmíněně patogenní mikroorganismy invazivní povahy. V jednom hostiteli mohou existovat virulentní i nevirulentní salmonely současně. Virulentní salmonely jsou schopné penetrovat přes neporušenou (intaktní) sliznici střeva, zatímco nevirulentní nikoliv. Jejich patogenní uplatnění v hostiteli závisí mimo jiné na tzv. faktorech patogenity, které působí v různých stadiích infekce. Po infekci per os musí salmonely překonat obranné mechanismy hostitele, např. kyselé prostředí žaludku, antagonismus přirozené střevní mikroflóry, ochranou bariéru hlenu na sliznicích apod. První fází po infekci hostitele je přichycení salmonel na střevní sliznici (adherence) s následnou kolonizací sliznice střeva. Adherenci podporují chromosomálně kódované povrchové struktury bakterií (adhezíny), jako jsou fimbrie typu 1 a manóza-rezistentní hemaglutininy. Kontaktem s povrchem enterocytů dochází k aktivaci metabolismu salmonel (tvorba toxinů) a jejich vstupu (invaze) do enterocytů (buněk epitelu střevní sliznice).
Schopnost replikace salmonel v hostitelských buňkách je nezbytná pro plnou expresi patogenity. Produkce sideroforů chelatinizujících železo (enterocholin, enterobactin) také podporuje přežívání salmonel in vivo.

## Toxiny
V patogenitě paratyfových salmonel se uplatňují 3 typy toxinů. Endotoxin (lipid A) je součástí lipopolysacharidového (LPS) komplexu buněčné stěny salmonel. LPS zajišťuje vazbu komponenty C3 komplementu na vnější membránu buněčné stěny salmonel, čímž umožňuje fagocytózu makrofágy. U virulentních salmonel je tato vazba nedostatečná, proto jsou špatně fagocytovány. Dojde-li u infikovaných zvířat k uvolnění endotoxinu do krevního řečiště při lýze bakteriálních buněk, vyvolává horečku. Endotoxin S. enteritidis aplikovaný iv. poškozuje játra a slezinu u 2týdenních kuřat. Ztráta schopnosti syntetizovat kompletní lipopolysacharid způsobuje ztrátu virulence S. enteritidis pro myši a u S. typhimurium zhoršuje schopnost kolonizovat slepá střeva a invadovat do sleziny brojlerových kuřat. Salmonely mohou také tvořit bílkovinné proteinové toxiny – termolabilní enterotoxin, který zvyšuje sekreční aktivitu epiteliálních buněk střevní sliznice a tím i množství tekutiny ve střevě; termorezistentní cytotoxin salmonel způsobuje strukturální poškození střevních epiteliálních buněk pravděpodobně tím, že inhibuje syntézu proteinů.

## Plasmidy
Patogenitu bakterií mohou také ovlivňovat plasmidy, představované extrachromozomální DNA. U řady salmonel byly charakterizovány sérotypově specifické plasmidy ovlivňující jejich virulenci. Některé kmeny S. typhimurium zbavené plasmidů jsou signifikantně méně virulentní pro myši. Zatímco přítomnost plasmidu je nezbytná pro virulenci S. enteritidis u myší, jeho odstranění neovlivňuje u orálně infikovaných kuřat kolonizaci střeva ani invazivnost do tkání. Plasmidy mohou ovlivňovat invazivnost salmonel do mezenteriálních mízních uzlin, jater a sleziny myší, růst in vivo v buňkách infikovaných myší, imunosupresi a rezistenci k séru. Analýza a charakterizace plasmidů v izolátech S. enteritidis z odlišných zdrojů má významnou hodnotu v epizootologických studiích.

## Rozdílná patogenita kmenů, sérotypů a fagotypů
Patogenita paratyfových salmonel pro drůbež je velmi variabilní. Byly popsány významné rozdíly virulence mezi izoláty reprezentujícími rozdílné i stejné sérotypy, stejně tak rozdílné i shodné fagotypy. Podobně variabilní je četnost transovariálního přenosu S. enteritidis. Příčiny této variability nejsou ještě plně známy nebo na ně existují rozdílné názory.